# Pożar w hali Stoczni Gdańskiej
Pożar w hali Stoczni Gdańskiej – pożar, który miał miejsce 24 listopada 1994 podczas koncertu w Hali Stoczni Gdańskiej w Gdańsku. W wyniku obrażeń śmierć poniosło 7 osób.

## Przebieg
24 listopada 1994 roku w Hali widowiskowej przy ul. Jana z Kolna odbywała się impreza muzyczna – koncert zespołu Golden Life, a później miała zostać wyemitowana bezpośrednia transmisja z rozdania nagród MTV. Na koncert przyszło około 2000 osób – głównie młodzi ludzie w wieku od 13 do 20 lat. W godzinę po zejściu muzyków zespołu Golden Life ze sceny (ok. godz. 20:50) zauważono ogień na drewnianej trybunie znajdującej się w głębi sali. Początkowo nikt nie przejął się tym zjawiskiem – myślano o tym, że jest to efekt świetlny uświetniający koncert. Pracownicy ochrony próbowali zdusić ogień w zarodku – jednak bezskutecznie. Bardzo szybko ogień zaczął się rozprzestrzeniać, zajęła się kurtyna i pożar sięgnął sufitu. Gdy zgasło światło, wybuchła panika. Wszyscy rzucili się do jedynego znanego im wyjścia z hali – głównego wyjścia, które nie było w pełni drożne. Ludzie przewracali się o siebie nawzajem i byli parzeni gorącym powietrzem. Wśród śmiertelnych ofiar pożaru były dwie osoby: 13-letnia Dominika Powszuk, stratowana przez uciekający tłum, oraz 32-letni operator telewizji Sky Orunia Wojciech Klawinowski, który wrócił do płonącej hali po sprzęt telewizyjny. W wyniku ciężkich obrażeń w szpitalach zmarło kolejnych 5 osób, w tym dwóch ochroniarzy, którzy wcześniej wynosili nieprzytomne osoby z płonącej hali. Obrażenia odniosło około 300 osób; najciężej poparzeni ludzie zostali przewiezieni do Specjalistycznego Szpitala Leczenia Oparzeń w Siemianowicach Śląskich.

## Przyczyny
Przyczyną powstania pożaru było podpalenie; sprawcy do dziś nie ustalono. Na ławie oskarżonych zasiedli organizatorzy imprezy, którym zarzucono niezapewnienie drożnych wyjść ewakuacyjnych oraz ominięcie podstawowych zasad zabezpieczeń przeciwpożarowych.

## Upamiętnienie
W hołdzie ofiarom pożaru zespół Golden Life nagrał utwór pod tytułem 24.11.94.
Przed miejscem, gdzie kiedyś stała hala, ustawiono pomnik, składający się z dwóch kolumn i metalowej belki, na której znajduje się fragment refrenu tego utworu – Życie choć piękne tak kruche jest, zrozumiał ten, kto otarł się o śmierć.

## Wyrok
Sąd Okręgowy w Gdańsku wyrokiem z dnia 8 czerwca 2010 roku skazał ówczesnego kierownika hali stoczniowej Ryszarda Gackiego na karę 2 lat pozbawienia wolności z warunkowym zawieszeniem wykonania kary na okres próby lat 4. Sąd ponadto uniewinnił trzech oskarżonych: byłego komendanta stoczniowej straży pożarnej oraz organizatorów imprezy z Agencji FM.